# Remešská církevní provincie

Remešská církevní provincie na mapě Francie

Remešská církevní provincie je římskokatolickou církevní provincií, ležící v regionech Hauts-de-France a Grand Est ve Francii. V čele provincie stojí arcibiskup–metropolita z Remeše. Provincie vznikla ve 4. století, kdy byla povýšena remešská diecéze na arcidiecézi. Současným metropolitou je arcibiskup Éric de Moulins-Beaufort.

## Historie

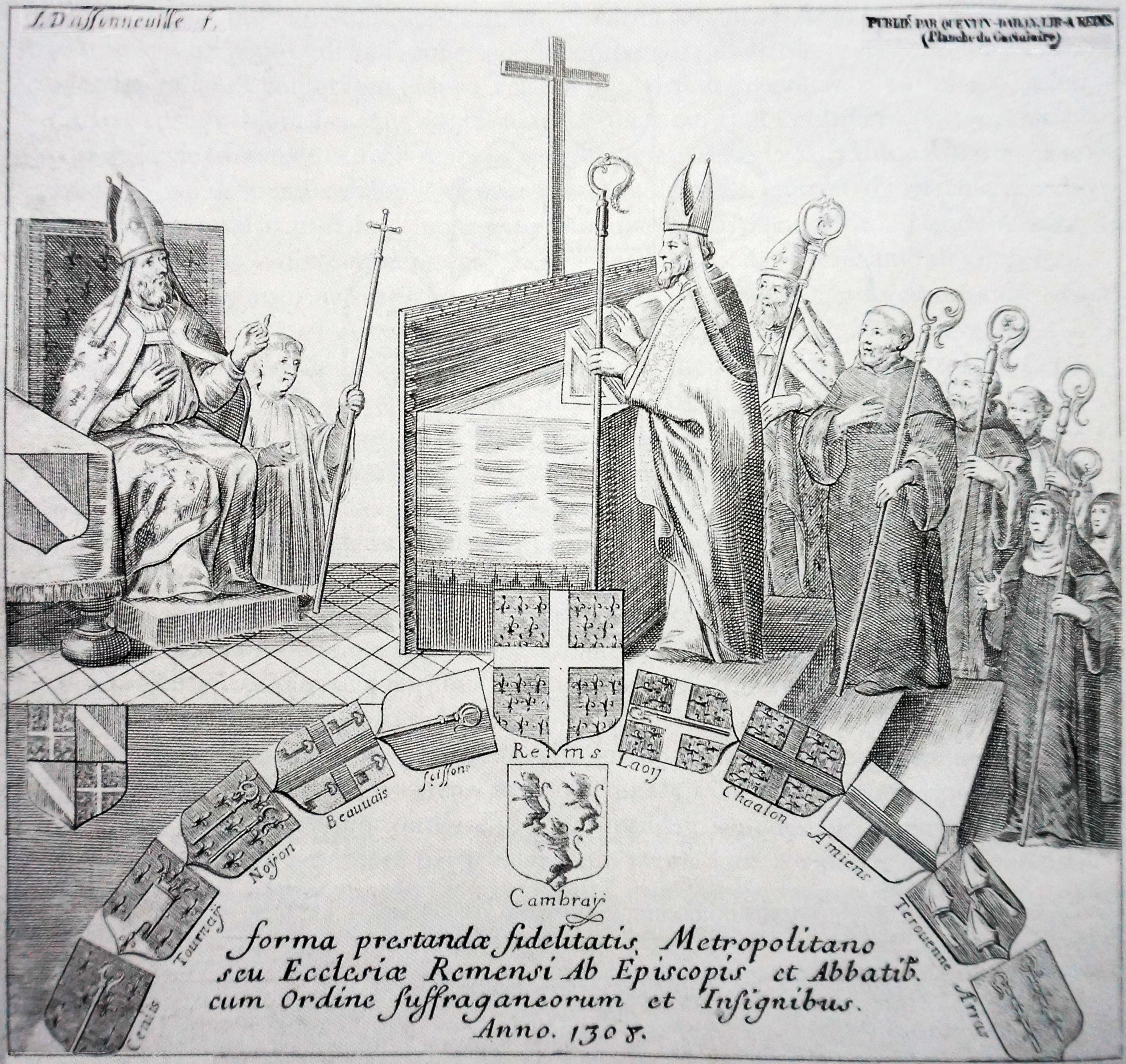
Sufragánní biskupové, opati a abatyše remešského arcibiskupa (r. 1308)

Remešská provincie vznikla spolu s povýšením remešské diecéze na metropolitní arcidiecézi ve 4. století, se šesti sufragánními diecézemi.

## Metropolita
Do roku 2018 byl metropolitou Thierry Jordan. Od roku 2018 je metropolitou remešské provincie Éric de Moulins-Beaufort.

## Členění
Území provincie se člení na sedm diecézí:
- arcidiecéze remešská, založena ve 3. století, na metropolitní arcidiecézi povýšena ve 4. století
  - diecéze amienská, založena ve 3. století
  - diecéze beauvaiská, založena ve 3. století
  - diecéze châlonská, založena ve 4. století
  - diecéze langreská, založena ve 3. století
  - diecéze soissonská, založena ve 3. století
  - diecéze troyeská, založena ve 4. století